# Leucipo (hijo de Hipocoonte)
En la mitología griega, Leucipo (Λεύκιππος / Leukippos: «caballo blanco») fue uno de los héroes de Grecia que fue invitado por el rey Eneo a cazar el jabalí de Calidón, el cual había sido enviado por Artemisa como venganza por no haber sido invitada en el sacrificio que este rey realizaba anualmente a los dioses con el fin de destruir cosechas, habiendo matado a hombres y ganado.
Leucipo era hijo de Hipocoonte, y participó junto con sus hermanos Enésimo y Alcón.